# 原木松 (佛羅里達州)
原木松（英語：Timber Pines）是位於美國佛羅里達州赫爾南多縣的一個人口普查指定地區。

## 地理
原木松的座標為28°28′07″N 82°36′07″W / 28.46861°N 82.60194°W，而該地最高點為海拔高度4米（即13英尺）。

## 人口
根據2010年美國人口普查的數據，原木松的面積為5.96平方千米，當中陸地面積為5.74平方千米，而水域面積為0.22平方千米。當地共有人口458人，而人口密度為每平方千米76人。